# Maurice Buret
Maurice Buret (Sèvres, 21 maggio 1909 – Septeuil, 23 agosto 2003) è stato un cavaliere francese.

## Palmarès

### Olimpiadi
- Oro a Londra 1948 nel dressage a squadre.